# Hugh Percy, 2:e hertig av Northumberland
Hugh Percy, 2:e hertig av Northumberland född 1742, död 1817, var en brittisk militär. Han var son till Hugh Percy, 1:e hertig av Northumberland (1714–1786).
Gift första gången 1764 med Anne Stuart (1745–), dotter till John Stuart, 3:e earl av Bute (skilda 1779). Gift andra gången 1779 med Frances Julia Burrell (d. 1820).  
Hugh Percy gjorde en militär karriär, bland annat under det amerikanska frihetskriget på 1770-talet, han slutade som general.     

## Barn
- Lady Agnes Percy (d. 1856), gift med Frederick Thomas Buller, generalmajor (d. 1860)
- Lady Emily Frances Percy (1789–1844), gift med Sir James Murray, Lord Glenlyon
- Hugh Percy, 3:e hertig av Northumberland (1795–1847), gift 1817 med Lady Charlotte Florentia Clive (1787–1866)
- Algernon Percy, 4:e hertig av Northumberland (1797–1865), gift 1842 med Lady Eleanor Grosvenor (1821–1911)